# 권인한
권인한(權仁瀚, 1962년 6월 17일 ~ )은 대한민국의 언어학자, 국어학자이다. 목간과 한국 한자음 연구로 저명하다. 문학박사(서울대학교, 1995년)이며 현재 성균관대학교 국어국문학과 교수이다. 경상북도 포항시 출신으로 본관은 안동.

## 생애
경상북도 포항시에서 태어났다. 서울대학교에서 국어국문학을 전공, 서울대학교 대학원에서 국어국문학을 전공하여 1987년에 석사 학위, 1995년에 박사 학위를 취득하였다.
1996년부터 울산대학교에서 국어국문학과 조교수, 부교수로 일하다가 2002년부터 현재까지 성균관대학교에서 교수직을 맡고 있다.
2003년부터 한국언어문학회 편집위원, 2007년부터 한국목간학회 연구이사, 2008년부터 한국지명학회 편집위원, 2010년부터 구결학회 대표이사, 2021년부터 국어학회 회장, 2022년부터 진단학회 회장직을 역임하였다.
2017년에 제36회 두계학술상을 수상하였다. 수상작은 《광개토왕비문 신연구》(2015년)이다. 2025년에 제9회 난정학술상 본상을 수상하였다.

## 주요 저서
- 《조선관역어의 음운론적 연구》(태학사, 1998년)
- 《개정판 중세한국한자음훈집성》(제이앤씨, 2009년)
- 《중세 한국한자음의 분석적 연구》(박문사, 2009년)
- 《광개토왕비문 신연구》(박문사, 2015년)